# My Sweet Lord
My Sweet Lord is een lied geschreven door George Harrison en was de eerste hitsingle uit zijn solocarrière na het uiteengaan van The Beatles. Het nummer werd eind 1970 uitgebracht en werd een wereldwijde nummer 1-hit. Het nummer is afkomstig van Harrisons LP, All Things Must Pass.

## Achtergrond
My Sweet Lord was oorspronkelijk bedoeld voor het album Encouraging Words van Billy Preston. Het nummer is geschreven in december 1969, toen Harrison en Preston in Kopenhagen verbleven.
Naar eigen zeggen kwam de inspiratie voor My Sweet Lord van het nummer Oh Happy Day van de Edwin Hawkins Singers.
De zanger geeft uiting aan zijn gevoelens dat hij op zoek is naar God met wie hij een innige relatie wil hebben. Hij weet echter niet wie God is en welke God de ware is. In het lied klinken lofprijzingen als halleluja en gebeden uit de hindoeïstische religie rondom de god Vishnoe. Ook door het meermaals herhalen van de titel van het lied als in een mantra en het verhogen van de toonsoort aan het eind van het nummer roept het lied een religieus gevoel op.

## Single-release
In oktober 1970 deelde Harrison de Britse pers mee dat My Sweet Lord zou worden uitgegeven als zijn eerste solosingle. Enkele dagen later bedacht Harrison zich echter omdat hij niet wilde dat de uitgave van My Sweet Lord als single de verkoop van de LP All Things Must Pass zou verminderen. In de Verenigde Staten werd het nummer echter wel op single uitgebracht. Onder druk van de media en de vraag vanuit het publiek werd in het nummer alsnog in het Verenigd Koninkrijk op single uitgebracht op 15 januari 1971.
In de Verenigde Staten bereikte het nummer op 26 december 1970 de eerste plaats in de Billboard Hot 100. Het nummer bleef vier weken op nummer 1. In het Verenigd Koninkrijk haalde het nummer op 30 januari 1971 de eerste plaats in de UK Singles Chart en bleef hier vijf weken staan. In Nederland stond het nummer vanaf 2 januari vier weken op de eerste plaats van de Top 40. My Sweet Lord was de eerste nummer 1-hit van een ex-lid van The Beatles.
De B-kanten van de single verschilden in het Verenigd Koninkrijk en de Verenigde Staten. In het Verenigd Koninkrijk werd My Sweet Lord als een single met een dubbele A-kant uitgebracht. De andere A-kant was What Is Life. In de Verenigde Staten stond Isn't It a Pity op de B-kant van de single.
Nadat Harrison in 2001 was overleden aan kanker, werd My Sweet Lord in 2002 nogmaals uitgebracht als single. Ook ditmaal haalde het nummer de eerste plaats in de Britse hitlijsten. Het nummer stond toen een week op nummer 1.

## Plagiaat
In 1963 hadden The Chiffons een nummer 1-hit in de Verenigde Staten met het nummer He's so fine. Nadat My Sweet Lord was uitgebracht op single werd Harrison door de uitgever van dit nummer, Bright Tunes Music Corp., aangeklaagd voor het schenden van het auteursrecht op dit nummer. Volgens de aanklager vertoonde My Sweet Lord opvallend veel overeenkomsten met He's So Fine, vooral in het couplet van het nummer. Tijdens de rechtszaak werd vastgesteld dat He's So Fine een kenmerkende maar ongebruikelijke combinatie van twee muzikale frasen bevat, namelijk 'G-E-D' en 'G-A-C-A-C' (soms afgewisseld met 'G-A-C-A-D-C'). Beide frasen komen ook terug in My Sweet Lord. Harrison gaf ook toe dat hij het nummer van The Chiffons kende voordat hij My Sweet Lord schreef, maar hij ontkende dat hij bewust de melodie van het nummer gekopieerd had. De rechter oordeelde op basis hiervan dat Harrison schuldig was aan het onbewust kopiëren van het nummer van The Chiffons. Mogelijke verklaring hiervoor was volgens de rechter dat er sprake was van een herinneringsvervalsing. De rechter verplichtte Harrison om het grootste deel van de royalty's die hij ontving voor de single af te dragen aan Bright Tunes, alsmede een deel van royalty's voor All Things Must Pass.
The Chiffons maakten een opname van My Sweet Lord om gebruik te maken van de publiciteit die de rechtszaak had opgeleverd. Omgekeerd heeft Harrison later de rechten op He's So Fine opgekocht.

## Hitnotering

### Nederlandse Top 40
| Hitnotering: 12-12-1970 t/m 27-02-1971 | Hitnotering: 12-12-1970 t/m 27-02-1971 | Hitnotering: 12-12-1970 t/m 27-02-1971 | Hitnotering: 12-12-1970 t/m 27-02-1971 | Hitnotering: 12-12-1970 t/m 27-02-1971 | Hitnotering: 12-12-1970 t/m 27-02-1971 | Hitnotering: 12-12-1970 t/m 27-02-1971 | Hitnotering: 12-12-1970 t/m 27-02-1971 | Hitnotering: 12-12-1970 t/m 27-02-1971 | Hitnotering: 12-12-1970 t/m 27-02-1971 | Hitnotering: 12-12-1970 t/m 27-02-1971 | Hitnotering: 12-12-1970 t/m 27-02-1971 | Hitnotering: 12-12-1970 t/m 27-02-1971 |
| Week                                   | 1                                      | 2                                      | 3                                      | 4                                      | 5                                      | 6                                      | 7                                      | 8                                      | 9                                      | 10                                     | 11                                     |                                        |
| -------------------------------------- | -------------------------------------- | -------------------------------------- | -------------------------------------- | -------------------------------------- | -------------------------------------- | -------------------------------------- | -------------------------------------- | -------------------------------------- | -------------------------------------- | -------------------------------------- | -------------------------------------- | -------------------------------------- |
| Nummer                                 | 15                                     | 3                                      | 1                                      | 1                                      | 1                                      | 1                                      | 2                                      | 3                                      | 7                                      | 14                                     | 30                                     | uit                                    |

### Hilversum 3 Top 30/Mega Top 100
| Hitnotering week 1 t/m 11: 12-12-1970 t/m 27-02-1971 Hitnotering week 12 t/m 15: 26-01-2002 t/m 16-02-2002 | Hitnotering week 1 t/m 11: 12-12-1970 t/m 27-02-1971 Hitnotering week 12 t/m 15: 26-01-2002 t/m 16-02-2002 | Hitnotering week 1 t/m 11: 12-12-1970 t/m 27-02-1971 Hitnotering week 12 t/m 15: 26-01-2002 t/m 16-02-2002 | Hitnotering week 1 t/m 11: 12-12-1970 t/m 27-02-1971 Hitnotering week 12 t/m 15: 26-01-2002 t/m 16-02-2002 | Hitnotering week 1 t/m 11: 12-12-1970 t/m 27-02-1971 Hitnotering week 12 t/m 15: 26-01-2002 t/m 16-02-2002 | Hitnotering week 1 t/m 11: 12-12-1970 t/m 27-02-1971 Hitnotering week 12 t/m 15: 26-01-2002 t/m 16-02-2002 | Hitnotering week 1 t/m 11: 12-12-1970 t/m 27-02-1971 Hitnotering week 12 t/m 15: 26-01-2002 t/m 16-02-2002 | Hitnotering week 1 t/m 11: 12-12-1970 t/m 27-02-1971 Hitnotering week 12 t/m 15: 26-01-2002 t/m 16-02-2002 | Hitnotering week 1 t/m 11: 12-12-1970 t/m 27-02-1971 Hitnotering week 12 t/m 15: 26-01-2002 t/m 16-02-2002 | Hitnotering week 1 t/m 11: 12-12-1970 t/m 27-02-1971 Hitnotering week 12 t/m 15: 26-01-2002 t/m 16-02-2002 | Hitnotering week 1 t/m 11: 12-12-1970 t/m 27-02-1971 Hitnotering week 12 t/m 15: 26-01-2002 t/m 16-02-2002 | Hitnotering week 1 t/m 11: 12-12-1970 t/m 27-02-1971 Hitnotering week 12 t/m 15: 26-01-2002 t/m 16-02-2002 | Hitnotering week 1 t/m 11: 12-12-1970 t/m 27-02-1971 Hitnotering week 12 t/m 15: 26-01-2002 t/m 16-02-2002 | Hitnotering week 1 t/m 11: 12-12-1970 t/m 27-02-1971 Hitnotering week 12 t/m 15: 26-01-2002 t/m 16-02-2002 | Hitnotering week 1 t/m 11: 12-12-1970 t/m 27-02-1971 Hitnotering week 12 t/m 15: 26-01-2002 t/m 16-02-2002 | Hitnotering week 1 t/m 11: 12-12-1970 t/m 27-02-1971 Hitnotering week 12 t/m 15: 26-01-2002 t/m 16-02-2002 | Hitnotering week 1 t/m 11: 12-12-1970 t/m 27-02-1971 Hitnotering week 12 t/m 15: 26-01-2002 t/m 16-02-2002 | Hitnotering week 1 t/m 11: 12-12-1970 t/m 27-02-1971 Hitnotering week 12 t/m 15: 26-01-2002 t/m 16-02-2002 |
| Week | 1 | 2 | 3 | 4 | 5 | 6 | 7 | 8 | 9 | 10 | 11 | | 12 | 13 | 14 | 15 | |
| --- | --- | --- | --- | --- | --- | --- | --- | --- | --- | --- | --- | --- | --- | --- | --- | --- | --- |
| Nummer | 4 | 1 | 1 | 1 | 1 | 1 | 2 | 3 | 4 | 9 | 21 | uit | 61 | 46 | 67 | 77 | uit |

### NPO Radio 2 Top 2000
My Sweet Lord staat vanaf 1999 genoteerd in de Radio 2 Top 2000, het jaar waarin deze lijst ook voor de eerste maal werd samengesteld en uitgezonden. In 2003 behaalde het nummer zijn hoogste positie tot nu toe, 326.

| Nummer met noteringen in de NPO Radio 2 Top 2000 | '99 | '00  | '01 | '02 | '03 | '04 | '05 | '06 | '07 | '08 | '09 | '10 | '11 | '12  | '13 | '14 | '15  | '16  | '17 | '18  | '19  | '20  | '21  | '22  | '23  | '24  |
| ------------------------------------------------ | --- | ---- | --- | --- | --- | --- | --- | --- | --- | --- | --- | --- | --- | ---- | --- | --- | ---- | ---- | --- | ---- | ---- | ---- | ---- | ---- | ---- | ---- |
| My Sweet Lord                                    | 740 | 1452 | 581 | 375 | 326 | 654 | 701 | 678 | 981 | 643 | 620 | 662 | 685 | 1008 | 902 | 934 | 1040 | 1014 | 986 | 1106 | 1188 | 1403 | 1314 | 1409 | 1490 | 1498 |

1. ↑  Een vetgedrukt getal geeft de hoogste notering aan.